# Långsele
Långsele ist eine Ortschaft (tätort) in der schwedischen Provinz Västernorrlands län und der historischen Provinz Ångermanland in der Gemeinde Sollefteå.

## Lage und Verkehr
Der Ort Långsele liegt etwa 10 Kilometer in westlicher Richtung vom Hauptort der Gemeinde Sollefteå entfernt an einem Nebenarm des Ångermanälven, dem Faxälven. Der besitzt einen Bahnhof an der Stambanan genom övre Norrland genannten Bahnstrecke. Der Riksväg 87 führt am Ort vorbei.

## Persönlichkeiten
- Thomas Gradin (* 1956), Eishockeyspieler
- Peter Gradin (* 1958), Eishockeyspieler
- Magnus Sköldmark (* 1968), Fußballspieler
- Mona Wessman (* 1948), Schauspielerin und Sängerin

## Galerie

Gemeindewappen (bis 1970)
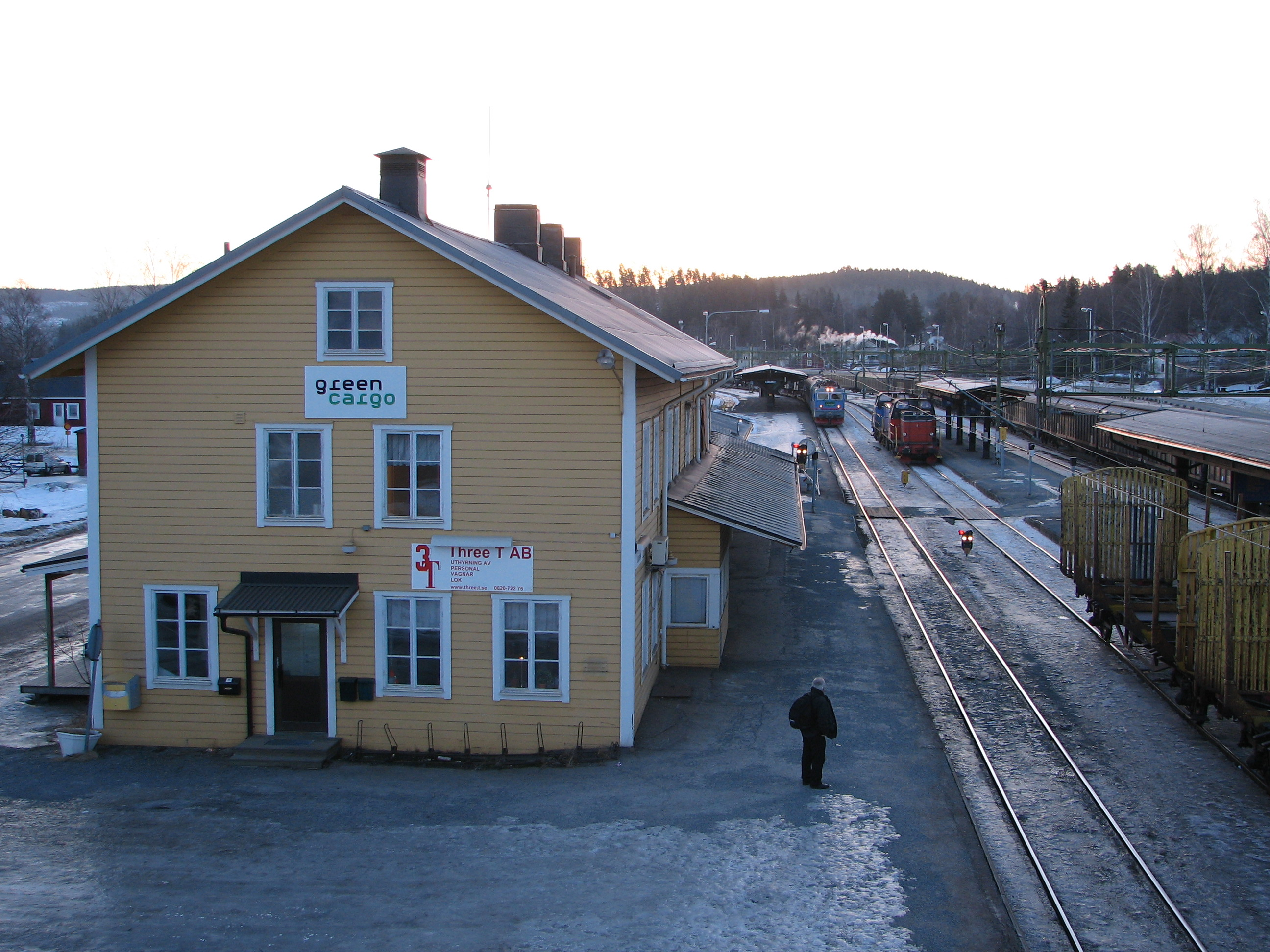
Bahnhof
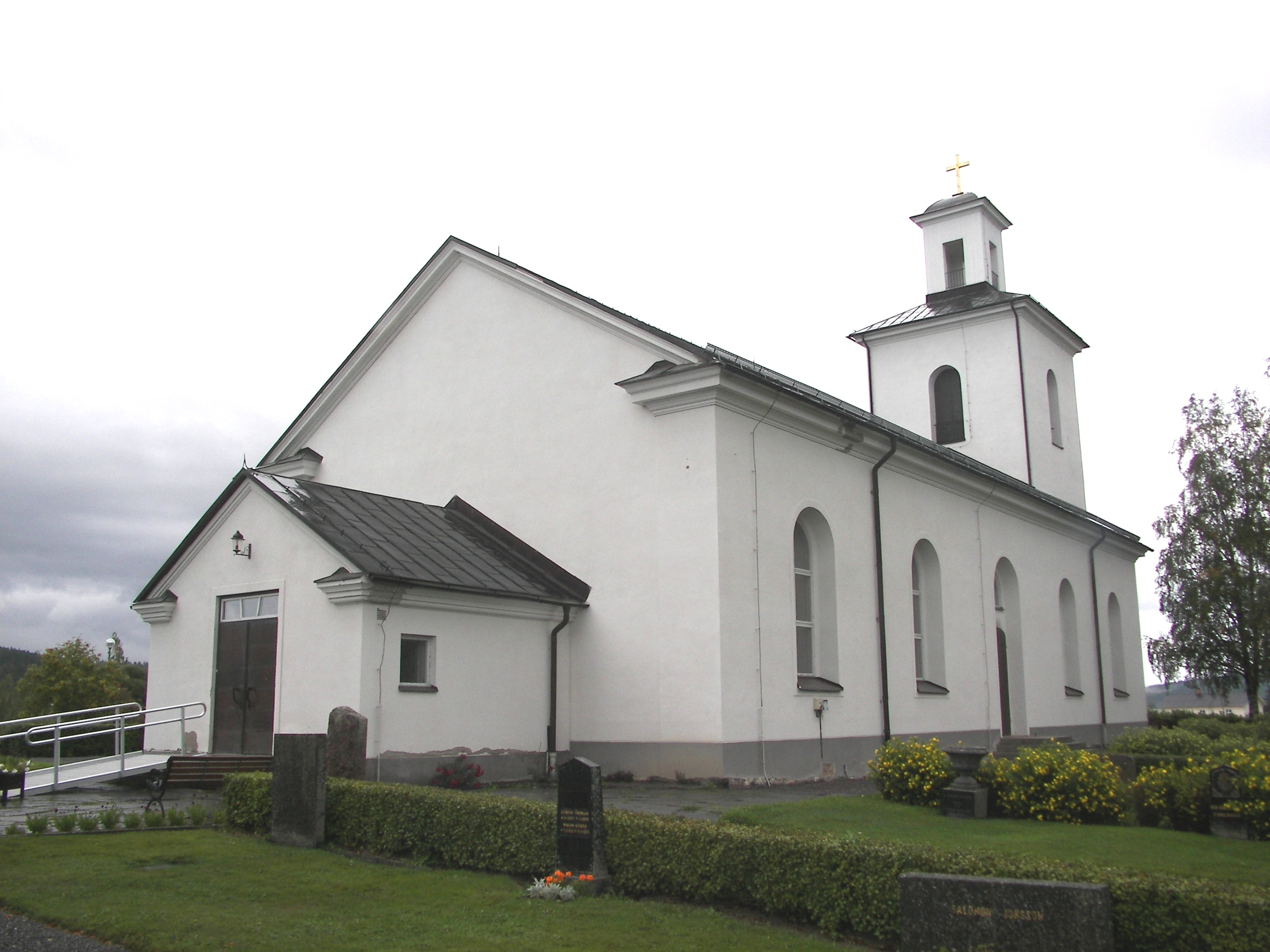
Kirche